# Grand Prix-wegrace van Canada
De Grand Prix van Canada voor motorfietsen was een motorsportrace, die in 1967 eenmalig werd verreden en meetelde voor het wereldkampioenschap wegrace. Het evenement vond plaats op Mosport Park.

Mosport Park

## Statistiek
| Editie | Seizoen | Circuit | Klasse | Winnaar               | Tweede                       | Derde                 | Snelste ronde         |
| ------ | ------- | ------- | ------ | --------------------- | ---------------------------- | --------------------- | --------------------- |
| 1      | 1967    | Mosport | 125 cc | Bill Ivy (Yamaha)     | Tim Coopey (Yamaha)          | Robert Lusk (Yamaha)  | Bill Ivy (Yamaha)     |
| 1      | 1967    | Mosport | 250 cc | Mike Hailwood (Honda) | Phil Read (Yamaha)           | Ralph Bryans (Honda)  | Bill Ivy (Yamaha)     |
| 1      | 1967    | Mosport | 500 cc | Mike Hailwood (Honda) | Giacomo Agostini (MV Agusta) | Mike Duff (Matchless) | Mike Hailwood (Honda) |

## Noot
1. ↑  Officieel vond er geen telling plaats